# Майкл Імперіолі
Майкл Імперіолі (англ. Michael Imperioli, МФА: [impeˈrjɔːli]; нар. 26 березня 1966) — американський актор, сценарист і режисер. Найбільш відомий роллю Крістофера Молтісанті в серіалі «Клан Сопрано», за яку у 2004 році отримав премію «Еммі» за найкращу роль другого плану в драматичному серіалі. Також з'явився в серіалі «Закон і порядок» у ролі детектива Нью-Йоркської поліції Ніка Фалько. Імперіолі провів телевізійний сезон 2008—2009 як детектив Рей Карлінг в американській версії «Життя на Марсі». Виконував роль детектива Луї Фітча в поліцейській драмі ABC «Детройт 1-8-7» з 2010 по 2011 рік.
Свій перший повнометражний фільм «Голодні привиди» він написав і зрежисерував у 2008 році. У 2015 році знявся в «Божевільних собаках», гостросюжетному телесеріалі з чорним гумором, що вийшов на потоковій платформі Prime Video. Також озвучив білу акулу Френкі в мультфільмі «Підводна братва» (2004).

## Раннє життя
Імперіолі народився в місті Вернон, штат Нью-Йорк, 26 березня 1966 року. Його бабуся і дідусь були італійцями з Лаціо та Калабрії. Він син Дана Імперіолі, водія автобуса та актора-аматора та Клер Імперіолі, актриси-аматорки.

## Кар'єра

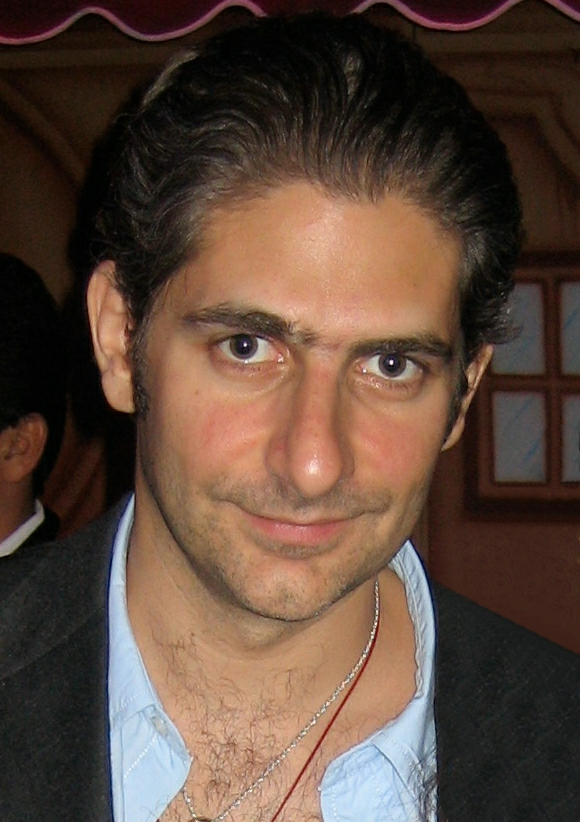
Імперіолі у 2007 році

Імперіолі був номінований на дві премії «Золотий глобус», а також на п'ять премій «Еммі» за роль Крістофера Молтісанті в «Клані Сопрано»; він отримав одну «Еммі» за п'ятий сезон у 2004 році.
Окрім ролі в «Клані Сопрано», Імперіолі знявся в багатьох фільмах, серед яких «Славні хлопці», «Тропічна лихоманка», «Погані хлопці», «Малкольм Ікс», «Щоденник баскетболіста», «Штовхачі», «Мертві президенти», «Дівчинка 6», «Тато моєї дитини», «Тримайся за мене», «Я застрелив Енді Воргола», «Герой-одинак», «Підводна братва», «Гравець: Історія Стю Унгара» та «Літо Сема», де він також був співавтором та співпродюсером. Він також написав п'ять серій для «Клану Сопрано».
Працював художнім керівником студії «Данте», яку створив разом із дружиною. Він також є солістом і гітаристом рок-групи «La Dolce Vita». З'являвся у відеокліпі для хіту 1983 року «Shiny Shiny» британської групи Haysi Fantayzee. Імперіолі є активним членом Американського джазового фонду та спільно проводив у травні 2009 року щорічний концерт-бенефіс «Велика ніч у Гарлемі» в театрі «Аполло», який святкував 20-річчя заснування. Був гостем епізоду MB2E08 («Сан-Джузеппе») телевізійного шоу «Molto Mario». У 2010 році Імперіолі погодився на головну роль у телешоу від ABC «Детройт 1-8-7». Працюючи з письменником Габріеле Тінті, він написав текст «Гордість» для книги Тінті «Нью-Йоркські постріли» та взяв участь у читанні «Хресної дороги» в Художньому музеї Квінса в 2011 році.
Виграв конкурс «Турнір зірок» на кулінарному шоу «Нарізаний» у 2014 році, і надіслав 50 000 доларів благодійній організації Pureland Project, що будує та утримує школи в сільському Тибеті. У 2016 році він виступив у ролі ангела Уриїла в телесеріалі «Люцифер». 13 березня 2019 року Імперіолі був обраний на головну роль Ріка Селлітто в драматичному серіалі NBC «Лінкольн Рим: Полювання на колектора кісток». Імперіолі розпочав вести подкаст разом зі Стівом Ширріпою під назвою «Talking Sopranos», який розпочався 6 квітня 2020 року, де вони надають внутрішню інформацію, переглядаючи епізоди серіалу «Клан Сопрано». У липні 2020 року на радіо NTS він вів шоу під назвою «632 ELYSIAN FIELDS», натхненне п'єсою «Трамвай „Бажання“».

## Особисте життя
Імперіолі одружений із Вікторією Хлебовськи з 1995 року, живе в Санта-Барбарі, штат Каліфорнія, має трьох дітей. Він та його сім'я практикують тхеквондо. У 2008 році Імперіолі став буддистом.

## Нагороди та номінації
| Нагорода                       | Рік                                               | Категорія                                                                  | Робота           | Результат |
| ------------------------------ | ------------------------------------------------- | -------------------------------------------------------------------------- | ---------------- | --------- |
| Золотий глобус                 | 2003                                              | Найкраща чоловіча роль другого плану в серіалі, мінісеріалі або телефільмі | Клан Сопрано     | Номінація |
| Золотий глобус                 | 2005                                              | Найкраща чоловіча роль другого плану в серіалі, мінісеріалі або телефільмі | Клан Сопрано     | Номінація |
| Еммі                           | 2001                                              | Найкраща чоловіча роль другого плану в драматичному телесеріалі            | Клан Сопрано     | Номінація |
| Еммі                           | 2003                                              | Найкраща чоловіча роль другого плану в драматичному телесеріалі            | Клан Сопрано     | Номінація |
| Еммі                           | 2004                                              | Найкраща чоловіча роль другого плану в драматичному телесеріалі            | Клан Сопрано     | Перемога  |
| Еммі                           | 2006                                              | Найкраща чоловіча роль другого плану в драматичному телесеріалі            | Клан Сопрано     | Номінація |
| Еммі                           | 2007                                              | Найкраща чоловіча роль другого плану в драматичному телесеріалі            | Клан Сопрано     | Номінація |
| Еммі                           | 2023                                              | Найкраща чоловіча роль другого плану в драматичному телесеріалі            | Білий лотос      | Номінація |
| Премія Гільдії кіноакторів США |                                                   |                                                                            |                  |           |
| 2000                           | Найкращий акторський склад у драматичному серіалі | Клан Сопрано                                                               | Перемога         |           |
| 2001                           | Найкращий акторський склад у драматичному серіалі | Клан Сопрано                                                               | Номінація        |           |
| 2002                           | Найкращий акторський склад у драматичному серіалі | Клан Сопрано                                                               | Номінація        |           |
| 2003                           | Найкращий акторський склад у драматичному серіалі | Клан Сопрано                                                               | Номінація        |           |
| 2005                           | Найкращий акторський склад у драматичному серіалі | Клан Сопрано                                                               | Номінація        |           |
| 2007                           | Найкращий акторський склад у драматичному серіалі | Клан Сопрано                                                               | Номінація        |           |
| 2008                           | Найкращий акторський склад у драматичному серіалі | Клан Сопрано                                                               | Перемога         |           |
| 2021                           | Найкращий акторський склад в ігровому кіно        | Одна ніч у Маямі                                                           | Номінація        |           |
| 2023                           | Найкращий акторський склад у драматичному серіалі | Білий лотос                                                                | Перемога         |           |
| Кінопремія «Вибір критиків»    | 2021                                              | Найкращий акторський склад                                                 | Одна ніч у Маямі | Номінація |